# Грибково (Вологодская область)
Грибково — посёлок в Вологодском районе Вологодской области.
Входит в состав Подлесного сельского поселения, с точки зрения административно-территориального деления — в Подлесный сельсовет.
Расстояние по автодороге до районного центра Вологды — 15,5 км, до центра муниципального образования Огарково — 2,5 км. Ближайшие населённые пункты — Дьяково, Крылово, Огарково.
До 26 декабря 2001 года Грибково имело статус деревни.

## Население
По переписи 2002 года население — 1101 человек (490 мужчин, 611 женщин). Преобладающая национальность — русские (99 %).
| 2002 | 2010  |
| ---- | ----- |
| 1101 | ↘1100 |